# Liechtenstein
Il Liechtenstein (pronuncia tedesca: [ˈlɪçtn̩ˌʃtaɪ̯n]), ufficialmente Principato del Liechtenstein (in tedesco Fürstentum Liechtenstein; in tedesco alemanno Förschtatum Liachtaschta) è uno Stato dell'Europa centrale racchiuso tra Svizzera e Austria ed è doppiamente senza sbocco sul mare, cioè che confina solo con stati senza sbocchi sul mare. Rappresenta uno dei paesi più piccoli al mondo. Il principato è di lingua tedesca, lingua parlata in diglossia con il tedesco alemanno. Nato come principato del Sacro Romano Impero, il Liechtenstein costituisce una monarchia costituzionale e forte del suo settore finanziario rappresenta uno dei paesi più ricchi al mondo.

## Storia

### Dal "Sacro Romano Impero" all'età moderna

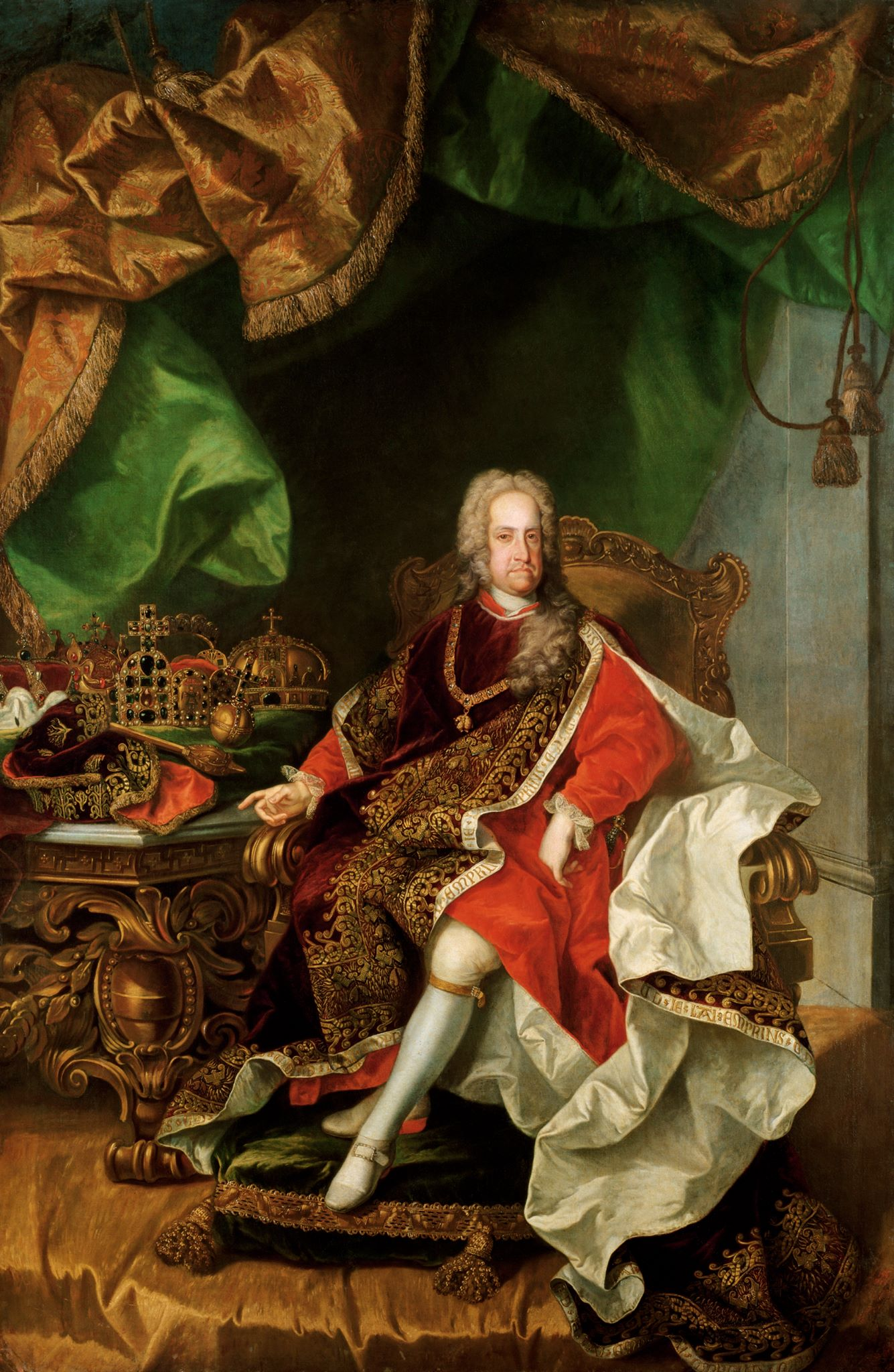
Carlo VI d'Asburgo, da un ritratto di Johann Gottfried Auerbach.

Anticamente il territorio del Liechtenstein era parte del Sacro Romano Impero. Si costituì come feudo statale autonomo intorno al 1714 quando l'imperatore lo concesse alla famiglia principesca che ancora lo detiene. Per secoli questo territorio, geograficamente lontano dagli interessi strategici dell'Europa, ebbe poco impatto sulla storia del continente. L'attuale dinastia prende il nome dall'omonimo castello di Liechtenstein nella Bassa Austria, di cui la famiglia fu in possesso dal 1140 circa al XIII secolo e dal 1807 in poi. Attraverso i secoli, la famiglia acquisì nuovi territori, soprattutto in Moravia, nella Bassa Austria, in Slesia e in Stiria e ottenne il titolo principesco ereditario nel 1608. Pur essendo una delle maggiori famiglie di tutti i domini asburgici non aveva però titolo per sedere nella Dieta imperiale. 
Solo nel 1699 e nel 1712 la famiglia ottenne due Herrschaft ("Signorie") di modesta importanza ma feudi imperiali diretti: rispettivamente Schellenberg e la contea di Vaduz, che fruttarono finalmente il seggio al Consiglio dei Principi del Reichstag. Il 23 gennaio 1719 Carlo VI d'Asburgo decretò l'unione tra Vaduz e Schellenberg, ed elevò la locale contea a Fürstentum ("Principato") con il nome di "Liechtenstein" in onore di Antonio Floriano del Liechtenstein. È in questa data che il Liechtenstein entrò ufficialmente a fare parte degli Stati del Sacro Romano Impero.

### Il XIX secolo e la sopravvivenza
Nel 1806 gran parte del Sacro Romano Impero fu invaso dalle truppe della quarta coalizione. Durante le operazioni militari l'Imperatore Francesco II abdicò e l'Impero fu sciolto, così il principato, che era uno Stato sovrano, entrò a fare parte della Confederazione del Reno. Durante le guerre napoleoniche il principe del Liechtenstein ne fu membro, vassallo de facto, come tutti gli altri Stati aderenti, dell'imperatore Napoleone Bonaparte, sino alla dissoluzione della Confederazione il 19 ottobre 1813.
Due anni dopo il Liechtenstein aderì alla Confederazione tedesca (20 giugno 1815 – 24 agosto 1866), presieduta dall'imperatore d'Austria. Nel 1818 Giovanni I garantì una costituzione allo Stato. Nel 1836 fu aperta la prima fabbrica dello Stato, con l'avviamento della produzione di ceramiche.
Allo scoppio della guerra austro-prussiana nel 1866 furono fatte pressioni sul Liechtenstein e quando la pace fu firmata la Prussia accusò il Liechtenstein di essere stato la causa dello scoppio della guerra con l'Austria (il suo status avrebbe consentito che, alla pari di tutti gli altri principati tedeschi non asburgici, partecipasse alla fondazione della nuova confederazione ovvero divenisse parte integrante della futura Germania, ma in questa ipotesi la sua caratteristica di exclave trovò l'ostacolo dell'Impero Asburgico).
L'esercito fu abolito nel 1868, subito dopo la guerra austro-prussiana in cui il Liechtenstein schierò un esercito di ottanta uomini, che, sebbene non venissero coinvolti in alcun combattimento, tornarono in ottantuno in quanto un italiano si aggiunse a loro per abbandonare la zona di guerra.. Tuttavia, il Liechtenstein ha la facoltà di ripristinare le sue forze armate.

### Le guerre mondiali
Fino al termine della prima guerra mondiale il Liechtenstein fu sempre socialmente ed economicamente legato all'Impero austriaco prima e a quello austro-ungarico poi. La devastazione economica subita durante il primo conflitto mondiale portò però il piccolo Stato a concludere accordi monetari con la confinante Svizzera (che già ne curava la difesa dei confini). Al crollo dell'Impero austro-ungarico, lo Stato venne sciolto da ogni residuo obbligo verso l'Austria.
Gli anni seguenti la prima guerra mondiale furono importanti per il Liechtenstein:
- nel 1921 fu varata la nuova Costituzione;
- nel 1923 il Paese entrò in Unione Doganale con la Svizzera;
- nel 1924 il Paese adottò come propria valuta il franco svizzero.

Questo periodo fu marcato da due gravi eventi:
- nel 1927 una terribile inondazione mise a dura prova l'economia del Paese;
- nel 1928 il fallimento della Sparkasse (Cassa di Risparmio) del Liechtenstein azzerò le riserve del locale Ministero del tesoro.

Il Liechtenstein fu finanziariamente rovinato e pesantemente indebitato con la Svizzera. Subito dopo fu varata una legislazione che permise il segreto sui clienti e sui conti bancari. In Liechtenstein sorsero aziende private che, cavalcando il periodo d'incertezza che caratterizzò il periodo del dopoguerra, diedero spazio a una moltitudine di avventurieri finanziari.
Nel corso della seconda guerra mondiale, il Liechtenstein rimase neutrale: è l'epoca del principe Francesco Giuseppe II del Liechtenstein: egli assicurò la neutralità e la inviolabilità del principato di fronte alla seconda guerra mondiale e oggi la sua figura è celebrata con la festa nazionale del Liechtenstein. I tesori del Principato e quelli della famiglia del principe vennero tratti in salvo a Londra. I principi del Liechtenstein vissero a Vienna sino all'Anschluss del 1938; l'annessione dell'Austria rappresentò un grave pericolo per il principato, dato che la condizione che ne aveva originato l'indipendenza era stata la rivalità tra Germania e Austria; venendo a mancare questa, veniva a mancare un prezioso bilanciamento di interessi esterni. L'espansionismo hitleriano rappresentò quindi un grave rischio, in quanto il Liechtenstein dal 1866 non aveva mai firmato un trattato di pace con la Prussia, e di conseguenza poteva considerarsi ancora in guerra con lo Stato suo erede, ovvero la Germania. Il più recente legame con la Svizzera scongiurò tale prospettiva.

### Dal secondo dopoguerra a oggi
Dopo la seconda guerra mondiale la Cecoslovacchia, predecessore della Repubblica Ceca e della Slovacchia, agendo per sequestrare quelli che considerava possedimenti tedeschi, espropriò la totalità dei territori e dei possedimenti ereditari della dinastia dei Liechtenstein in Boemia, Moravia e Slesia. Queste espropriazioni a cui fu soggetta la famiglia sono ancora oggi discusse presso la Corte internazionale di giustizia, e includevano oltre 1.600 chilometri quadrati (dieci volte la dimensione del Liechtenstein) di terreno agricolo e foreste, oltre a svariati castelli e palazzi. Durante la guerra fredda, ai cittadini del Liechtenstein fu proibito di entrare nella Cecoslovacchia. Il conflitto diplomatico riguardo ai contestati decreti Beneš del dopoguerra ha prodotto la non condivisione delle relazioni internazionali da parte del Liechtenstein con la Repubblica Ceca e la Slovacchia, stabilite tra Liechtenstein e la Repubblica Ceca solo il 13 luglio 2009, e con la Slovacchia il 9 dicembre 2009.
Al termine del conflitto, per risanare le casse dello Stato, i principi del Liechtenstein furono costretti a vendere alcune delle loro preziose opere d'arte.
Un altro contenzioso si ebbe nel 1955 con il Guatemala a proposito di un tedesco cresciuto in Guatemala e divenuto cittadino del Liechtenstein, che fu arrestato come nemico al suo rientro in Guatemala: si tratta del caso Nottebohm.
In seguito a oculate iniziative di natura economica fu favorito l'insediamento nel territorio di imprese finanziarie, commerciali e industriali. Le iniziative, favorite da tutela legislativa e da tassazioni favorevoli, ebbero grande successo, con l'insediamento nel principato di molte aziende, soprattutto finanziarie.
Oggi, il principe del Liechtenstein è uno degli uomini più ricchi del mondo, con un patrimonio stimato in circa 4 miliardi di dollari. Il popolo del principato detiene il più alto reddito pro capite del mondo.

## Geografia

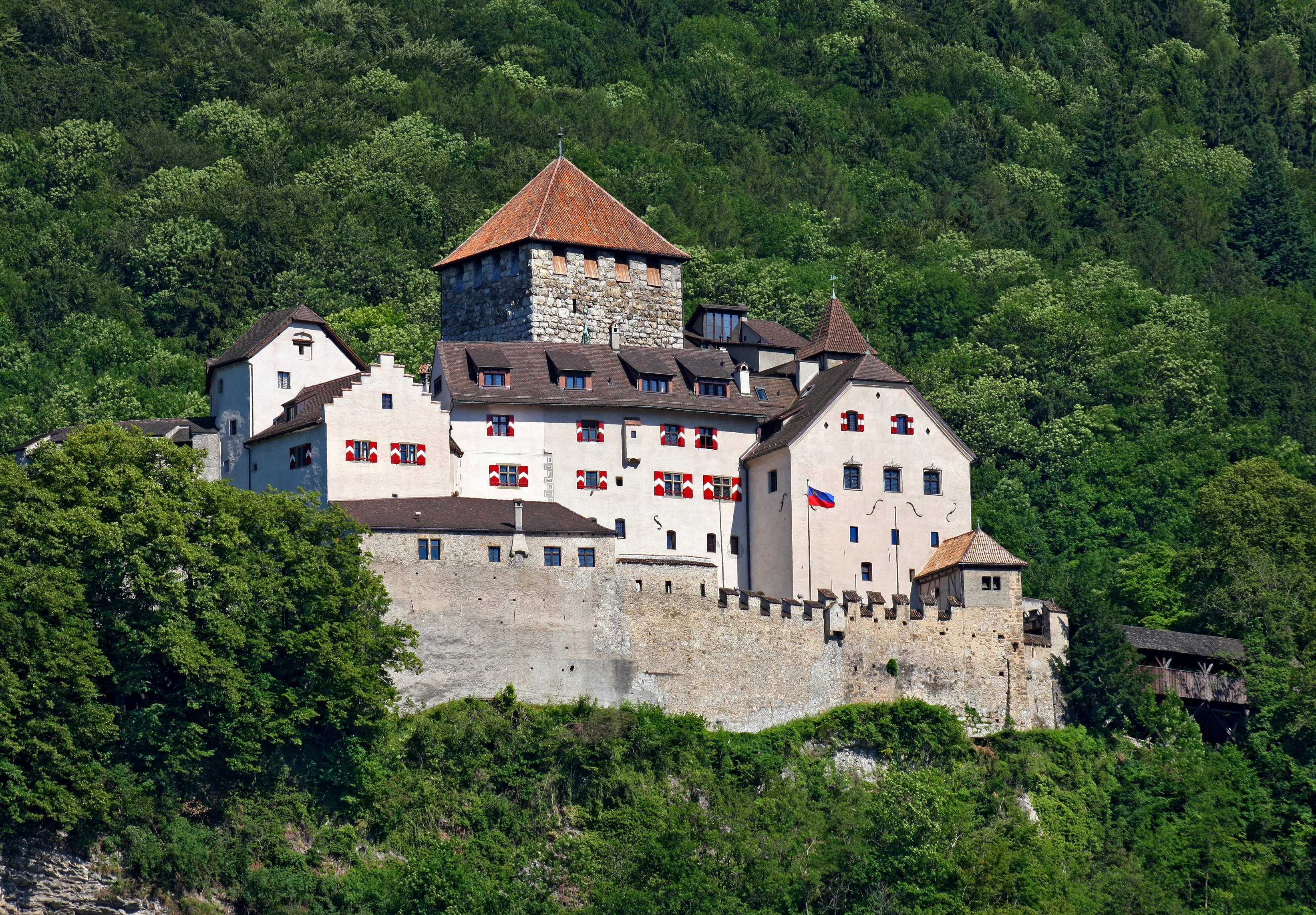
Il castello di Vaduz, residenza ufficiale dei principi del Liechtenstein

Il Liechtenstein, quarto Stato più piccolo d'Europa, è situato nella valle del Reno, nelle Alpi, tra la Svizzera e l'Austria. Tutto il confine occidentale del Liechtenstein è formato da questo fiume. In Europa è uno dei soli tre Stati (gli altri due sono Andorra e Moldavia) che hanno una doppia triplice frontiera con le stesse due nazioni.
La parte orientale del Paese è completamente montuosa, il punto più alto è il Grauspitz, con un'altezza di 2599 m. Nonostante la collocazione alpina, il clima del Liechtenstein è abbastanza mite, grazie ai venti che soffiano da meridione. Durante l'inverno, le montagne offrono una serie di ottime stazioni per gli sport invernali.

## Società

### Demografia
Distribuzione per municipalità (a giugno 2019):
| Municipalità  | Popolazione residente |
| ------------- | --------------------- |
| Vaduz         | 5.668                 |
| Triesen       | 5.230                 |
| Balzers       | 4.628                 |
| Triesenberg   | 2.643                 |
| Schaan        | 5.998                 |
| Planken       | 478                   |
| Eschen        | 4.459                 |
| Mauren        | 4,404                 |
| Gamprin       | 1.663                 |
| Ruggell       | 2.295                 |
| Schellenberg  | 1.091                 |
| Liechtenstein | 38.557                |

### Popolazione
Un terzo degli abitanti del Liechtenstein è costituito da stranieri provenienti soprattutto da Svizzera, Austria e Germania, oltreché da Italia, Portogallo, Turchia e Kosovo.

### Religione
La religione ufficiale e praticata dalla maggioranza della popolazione è quella cristiana cattolica; la comunità cattolica è amministrata dall'arcidiocesi di Vaduz. Vi è una cospicua minoranza protestante, di tradizione calvinista e luterana. La seconda religione più diffusa nel paese è l'islam, praticato dalla minoranza di origine turca e kosovara.

### Lingue
La lingua ufficiale è il tedesco nella sua variante svizzera, usato in diglossia con i locali dialetti tedeschi alemanni, strettamente correlati allo svizzero tedesco. A Triesenberg il dialetto è di tipo walser.

## Ordinamento dello Stato

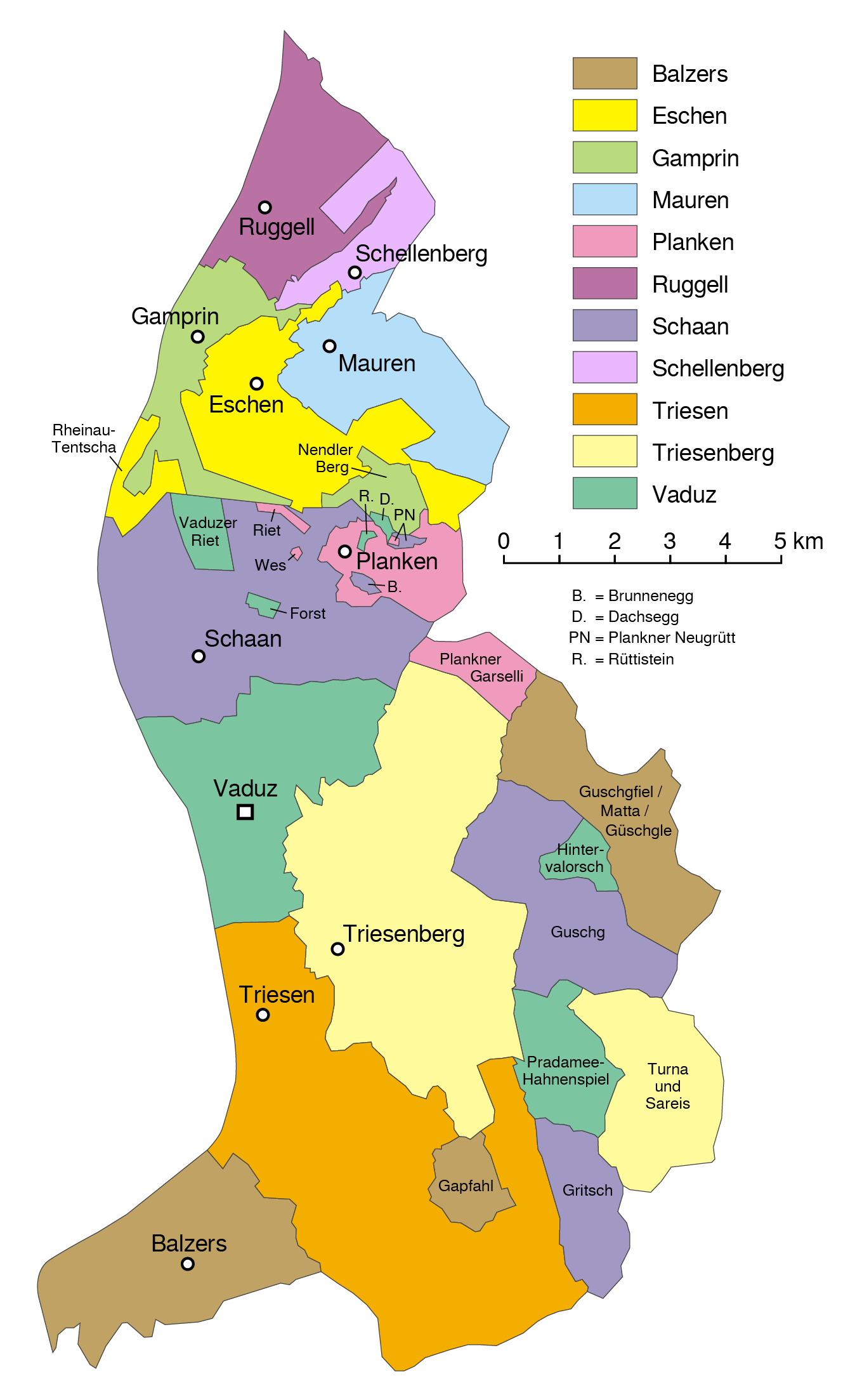

### Suddivisioni storiche e amministrative
Il Liechtenstein è diviso in undici comuni (Gemeinden, Gemeinde al singolare), la maggior parte dei quali consiste di un unico centro abitato.
I comuni sono i seguenti:
- Vaduz (comprende tutto il territorio circostante alla capitale);
- Schaan;
- Balzers (comprende l'abitato di Mäls);
- Triesen;
- Eschen (comprende l'abitato di Nendeln);
- Mauren (comprende l'abitato di Schaanwald dove c'è la dogana con l'Austria / UE);
- Triesenberg (comprende gli abitati di Steg e Malbun);
- Ruggell;
- Gamprin;
- Schellenberg;
- Planken.

### Città principali
Le città principali, oltre alla capitale Vaduz, sono Nendeln, Balzers, Schaan e Malbun.

## Istituzioni

### Università
All'interno del Liechtenstein ci sono quattro centri universitari e/o accademici principali: l'Università del Liechtenstein, l'Università privata nel Principato del Liechtenstein, il Liechtenstein Institute e l'Accademia Internazionale di Filosofia del Liechtenstein.

### Ordinamento scolastico
Il tasso di alfabetizzazione del Liechtenstein è del 100%. Nel 2006 il rapporto del Programma per la valutazione internazionale degli studenti (PISA), coordinato dall'Organizzazione per la cooperazione e lo sviluppo economico, ha classificato l'istruzione del Liechtenstein come la decima migliore al mondo. Nel 2012 il Liechtenstein ha ottenuto il punteggio PISA più alto d'Europa.
La spesa pubblica per l'istruzione è il 2,6% del PIL.
Ci sono nove scuole superiori pubbliche nel Paese.

### Sistema sanitario
Il sistema sanitario del Liechtenstein comprende un'assicurazione obbligatoria e gli assicurati sono tenuti a pagare il 20% delle prestazioni sanitarie ricevute, fino ai cinquemila franchi. I minori di 16 anni, i malati cronici e coloro che ricevono un sussidio di cassa malati sono esentati dal pagamento. I disoccupati e coloro che hanno un reddito medio-basso ricevono sussidi e gli anziani pagano la metà. Per ricevere assistenza sanitaria in Liechtenstein basta avere la tessera europea di assicurazione malattia.

### Forze armate e polizia
Il Liechtenstein è privo di vere e proprie forze armate in base all'accordo bilaterale sancito con la Svizzera in rinuncia a un esercito proprio. Vi è invece una forza di polizia, la Landespolizei, che al 2011 comprendeva 91 agenti, 34 civili e 38 paramilitari.

## Politica
Il Liechtenstein è una monarchia costituzionale, guidata dal principe (in tedesco Fürst). L'attuale principe è Giovanni Adamo II di Liechtenstein, che succedette al padre, morto nel 1989. Il Parlamento del Liechtenstein, il Landtag, è composto da 25 rappresentanti, eletti dal popolo. Un gabinetto di cinque persone è responsabile delle questioni politiche quotidiane. Diversamente da molte altre monarchie costituzionali la Costituzione del Liechtenstein (Verfassung des Fürstentums Liechtenstein), risalente al 5 ottobre 1921, dà forti poteri al principe, il quale ne fa uso. Questo fatto ha sollevato qualche controversia.
Nonostante ciò, con un recente referendum, la grande maggioranza della popolazione ha accordato un ulteriore aumento di poteri al principe (nomina dei giudici, possibilità di veto contro qualunque legge del Parlamento, possibilità in casi particolari di nominare personalmente un governo).
A norma di Costituzione, tuttavia, in qualunque momento il popolo può indire un referendum con il quale destituire il Principe, che lascerebbe a un consiglio composto dai parenti maschi del Principe la decisione di nominare un sostituto o trasformare il Paese in una Repubblica.
Il Parlamento viene eletto da tutti i cittadini che abbiano compiuto la maggiore età. Il Liechtenstein è stato l'ultimo Paese europeo ad ammettere le donne al voto, a seguito di un referendum svoltosi nel 1984.

### Difesa
La difesa dei confini e la tutela dell'indipendenza del Liechtenstein sono assicurate, tramite accordi bilaterali, dalla Svizzera dal 1868 in rinuncia di un esercito proprio, visti gli alti costi, figurando come Paese demilitarizzato.
Nel 2017 il Liechtenstein ha firmato il Trattato per la proibizione delle armi nucleari.
Segue una politica di neutralità ed è uno degli Stati senza forze armate.

## Economia
Nonostante le sue limitate risorse naturali, il Liechtenstein è uno dei pochi Paesi al mondo con più aziende registrate che cittadini; ha sviluppato un'economia prospera e altamente industrializzata di libera impresa e vanta un settore dei servizi finanziari e uno standard di vita spesso superiore a quelli delle aree urbane dei Paesi confinanti europei.
Il Liechtenstein partecipa a un'unione doganale con la Svizzera e impiega il franco svizzero come valuta nazionale. Il Paese importa circa l'85% della sua energia. Il Liechtenstein è membro dello Spazio economico europeo (organizzazione che funge da ponte tra l'Associazione europea di libero scambio (EFTA) e l'Unione europea) dal maggio 1995.
Il governo sta lavorando per armonizzare le sue politiche economiche con quelle europee. Nel 2008 il tasso di disoccupazione si è attestato all'1,5%. Il Liechtenstein ha un solo ospedale pubblico, il Liechtensteinisches Landesspital a Vaduz. A partire dal 2014, il CIA World Factbook ha stimato che il prodotto interno lordo (PIL) a parità di potere d'acquisto è di 4,978 miliardi di dollari. A partire dal 2009 la stima del PIL pro capite era di 139.100 dollari, la più alta quotata al mondo.
Le industrie includono produzione elettronica, di tessuti, di strumenti di precisione, produzione di metallo, di utensili elettrici, di bulloni di ancoraggio, di calcolatrici, di prodotti farmaceutici e di prodotti alimentari. La multinazionale liechtensteiniana più riconosciuta e il più grande datore di lavoro è Hilti, produttore di sistemi di fissaggio diretto e altri utensili elettrici di fascia alta. Molti campi coltivati e piccole fattorie si trovano sia nell'Oberland (parte superiore del Paese) che nell'Unterland (inferiore). Il Liechtenstein produce grano, orzo, mais, patate, latticini, prodotti da bestiame e vino. Il turismo rappresenta gran parte della sua economia.
Nel 2010 Snoop Dogg richiese di affittare l'intero Paese e la richiesta è stata rifiutata. L'anno dopo, tuttavia, il governo del Liechtenstein cambiò idea e rese possibile affittare l'intero Paese per un massimo di 250 persone, per 70.000 dollari a notte.

### Tassazione
Il governo del Liechtenstein tassa il reddito personale, il reddito d'impresa e il capitale (ricchezza). L'aliquota base dell'imposta sul reddito delle persone fisiche è dell'1,2%. Se combinato con l'imposta sul reddito aggiuntiva imposta dai comuni, l'aliquota dell'imposta sul reddito combinata è del 17,82%. Un'imposta sul reddito aggiuntiva del 4,3% è riscossa su tutti i dipendenti nell'ambito del programma di sicurezza sociale del Paese. Questa aliquota è più elevata per i lavoratori autonomi, fino a un massimo dell'11%, rendendo l'aliquota massima possibile di imposta sul reddito circa il 29% in totale. L'aliquota fiscale di base sul capitale è dello 0,06% annuo e l'aliquota totale combinata è dello 0,89%. L'aliquota fiscale sugli utili aziendali è del 12,5%.
Le tasse sulla donazione e sulla proprietà del Liechtenstein variano a seconda del rapporto che il destinatario ha con il donatore e dell'importo dell'eredità. L'imposta varia dallo 0,5% allo 0,75% per coniugi e figli e dal 18% al 27% per i destinatari non collegati. L'imposta sulla proprietà è progressiva.
In passato il Liechtenstein ha ricevuto entrate significative da Stiftungen ("fondazioni"), entità finanziarie create per nascondere il vero proprietario di partecipazioni finanziarie di stranieri non residenti. La fondazione era registrata a nome di un liechtensteiniano, spesso di un avvocato. Questo insieme di leggi rendeva il Liechtenstein un popolare paradiso fiscale per individui e aziende estremamente ricchi che tentavano di evitare o eludere le tasse nei loro Paesi d'origine. Negli ultimi anni, il Liechtenstein ha mostrato una maggiore determinazione a perseguire i riciclatori di denaro internazionali e ha lavorato per promuovere una sua immagine di legittimo centro finanziario. Nel febbraio 2008, la LGT Bank del Paese è stata coinvolta in uno scandalo di frodi fiscali in Germania, il che ha messo a dura prova i rapporti della famiglia regnante con il governo tedesco. Il principe ereditario Alois ha accusato il governo tedesco di traffico di beni rubati, facendo riferimento al suo acquisto, per il valore di 7,3 milioni di dollari, di informazioni di private banking offerte da un ex dipendente del gruppo LGT. Il sotto-commissario del Senato degli Stati Uniti sulle banche del paradiso fiscale ha affermato che la banca LGT, di proprietà della famiglia del principe, "è un partner disponibile, e aiutante e promotore di clienti che cercano di eludere le tasse, schivare i creditori o sfidare ordinanze del tribunale".
Nell'ottobre 2015, l'Unione europea e il Liechtenstein hanno firmato un accordo fiscale per garantire lo scambio automatico di informazioni finanziarie in caso di controversie fiscali. La raccolta di dati è iniziata nel 2016 ed è un passo necessario ad allineare il principato con gli altri Paesi europei per quanto riguarda la tassazione dei privati e dei beni aziendali.

## Trasporti
Ci sono circa 250 km di strada asfaltata e 90 km di piste ciclabili segnalate all'interno del Liechtenstein.
La ferrovia Buchs-Feldkirch, di 9,5 km, collega l'Austria e la Svizzera attraverso il Liechtenstein. La parte di ferrovia nel Paese è gestita dalla Österreichische Bundesbahnen. Il Liechtenstein è nominalmente nella regione tariffaria austriaca del Verkehrsverbund Vorarlberg.
Ci sono quattro stazioni ferroviarie nel Liechtenstein, ossia Schaan-Vaduz, Forst Hilti, Nendeln e Schaanwald (quest'ultima non è più attiva), servite dalla linea precedentemente citata che ferma tra Feldkirch e Buchs.
Liechtenstein Bus è una filiale del sistema AutoPostale Svizzera, ma gestita separatamente e si collega alla rete di autobus svizzera a Buchs e Sargans. Gli autobus collegano anche la città austriaca di Feldkirch.
Il Liechtenstein non ha aeroporti. Gli aeroporti più vicini sono l'aeroporto di San Gallo, l'aeroporto di Friedrichshafen e l'aeroporto di Zurigo. Vi è un eliporto, a Balzers, disponibile per voli charter.

## Cultura

### Arte

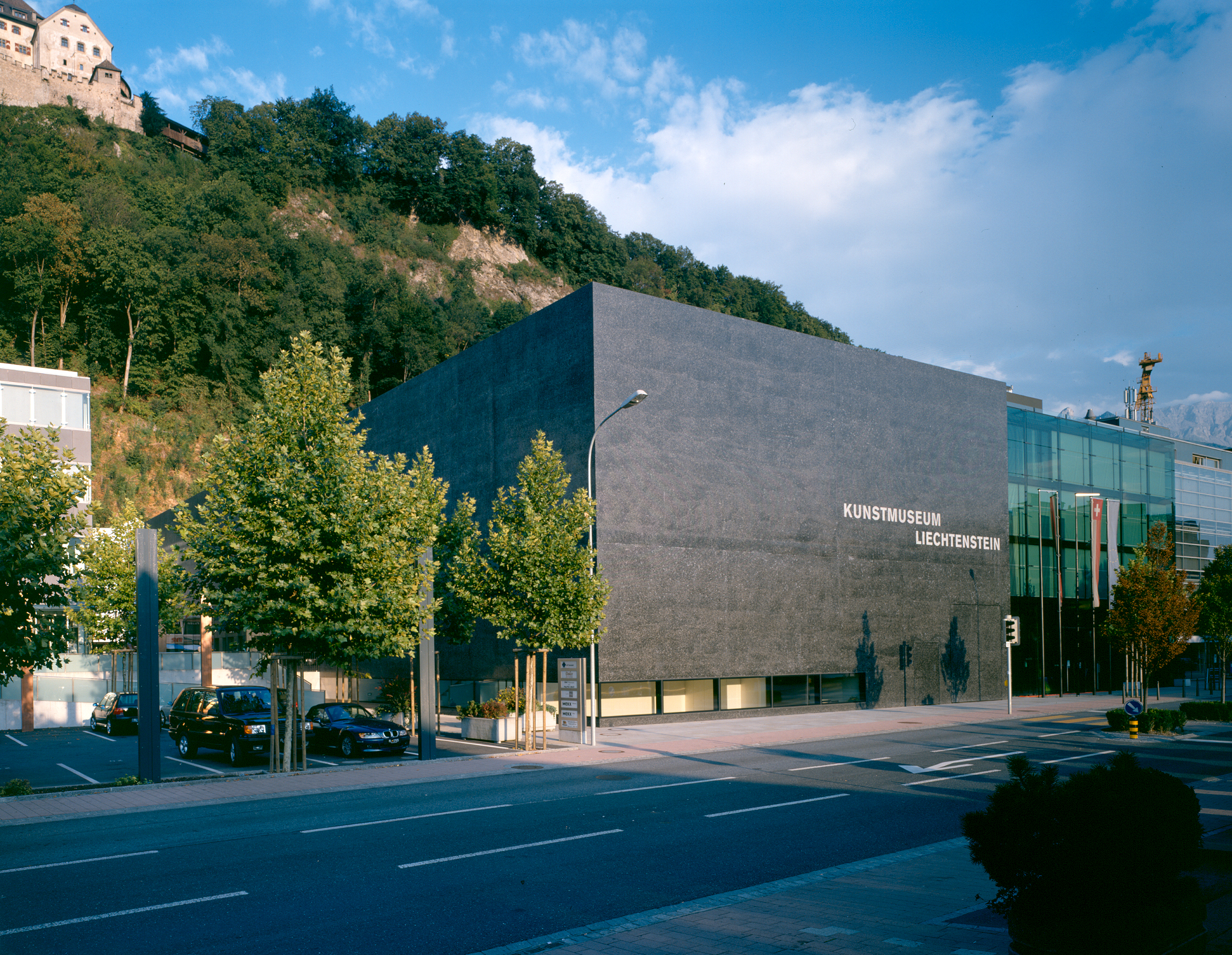
Il Kunstmuseum Liechtenstein (Museo d'arte del Liechtenstein) è il museo d'arte moderna e contemporanea con sede a Vaduz.

Il Liechtenstein è caratterizzato da una coesistenza di vive tradizioni locali e intensi scambi internazionali, che costituiscono la base di una vita culturale molto varia. Concerti, teatro, danza e cabaret, musei, gallerie e atelier costituiscono un'importante attrattiva per chi è interessato alla cultura e all'arte.
Un emblema architettonico è rappresentato dal Museo d'arte del Liechtenstein (Kunstmuseum Liechtenstein) degli architetti svizzeri Morger, Degelo e Kerez, museo inaugurato nel 2000. La facciata è stata realizzata con materiali quali il cemento - colato senza fughe e colorato di nero - il basalto e ciottoli di fiume colorati. Grazie alla particolare lavorazione, le superfici generano un vivace gioco di riflessi. In quanto museo d'arte moderna e contemporanea, esso ospita la collezione nazionale del Liechtenstein ed è noto per le mostre itineranti di livello internazionale.

### Letteratura

#### Romanzo
Nel XIX secolo si distinse Hermine Rheinberger, iniziatrice del romanzo storico in Liechtenstein. Tra i romanzieri del XXI secolo si cita Armin Öhri, autore del romanzo La Musa Oscura (Premio letterario dell'Unione europea, nel 2014). Ma la prima scrittrice del Liechtenstein a vincere il Premio letterario dell'Unione europea fu Iren Nigg, nel 2011, col romanzo Man wortet sich die Orte selbst.

#### Poesia
Nel XX secolo si è distinta la figura di Michael Donhauser, pluripremiato poeta e autore di liriche, le quali rispecchiano il paesaggio della sua terra.

#### Storia
In campo storico si distinse nel XIX secolo l'importante figura dello statista e storico del Liechtenstein Peter Kaiser, autore del libro Storia del Principato del Liechtenstein (1846).
Oltre al Museo d'arte già citato, la capitale Vaduz ospita anche il Museo nazionale del Liechtenstein, in cui sono esposti la storia, la cultura e le tradizioni del Paese, e il Museo postale, in cui è esposto l'enorme patrimonio postale e filatelico del Principato. Il Museo nazionale e il Museo postale sono affiliati dal 2006.

### Musica

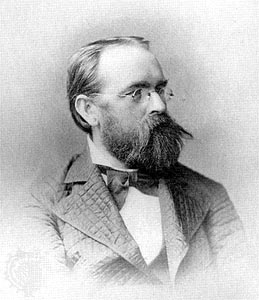
Joseph Gabriel Rheinberger.

Il Liechtenstein è rappresentato musicalmente dal noto compositore e organista Joseph Gabriel Rheinberger, noto esponente della musica romantica. Per quanto riguarda l'heavy metal il Liechtenstein è conosciuto per il gruppo musicale gothic metal Elis, formatosi nel 2003, e per il brano Hail To Liechtenstein dei Nanowar Of Steel.

## Sport

### Sci alpino
Il principale sport del principato è lo sci alpino, nel quale il Liechtenstein ha potuto vantare alcuni buoni atleti: tra questi Paul Frommelt, i fratelli di origine tedesca Andreas e Hanni Wenzel, che ha vinto due medaglie olimpiche nel 1980: Andreas Wenzel, in particolare, si aggiudicò la Coppa del Mondo di sci alpino nel 1979/1980. E ancora ricordiamo Marco Büchel e Tina Weirather. In generale, visto il suo territorio, il Paese è rinomato per gli sport invernali.

### Calcio
Sul piano calcistico, il Liechtenstein è membro della UEFA, pur non possedendo un proprio campionato di calcio nazionale: le sette squadre ufficiali del Principato partecipano infatti al campionato svizzero. La nazionale di calcio non ha mai superato le qualificazioni della Coppa del Mondo; la sua gestione è affidata alla Federazione calcistica del Liechtenstein (Liechtensteiner FussballVerband, LFV) che si occupa inoltre di organizzare l'unico torneo calcistico del Paese, la Liechtensteiner-Cup (Coppa del Liechtenstein), la cui vittoria dà accesso alla UEFA Conference League. La più importante squadra del Paese è il Fussball Club Vaduz (Società Calcistica Vaduz), che milita in Challenge League svizzera. Due calciatori liechtensteiniani hanno giocato in Serie A: Mario Frick, ex attaccante del Siena e dell'Hellas Verona, e Marcel Büchel, centrocampista dell'Ascoli, dell'Empoli e dell'Hellas Verona.

### Giochi olimpici
Sono ben dieci le medaglie vinte dal Liechtenstein ai Giochi olimpici, tutte conquistate ai Giochi invernali e tutte nello sci alpino.
Le uniche medaglie d'oro olimpiche del Liechtenstein sono state vinte da Hanni Wenzel, nello sci alpino ai XIII Giochi olimpici invernali.
La prima medaglia olimpica per il Liechtenstein fu la medaglia di bronzo vinta nello sci alpino (slalom speciale femminile) da Hanni Wenzel, ai Giochi olimpici di Innsbruck 1976.

### Altri sport
- Praticata anche la pallavolo con le nazionali maschile e femminile che partecipano al campionato europeo dei piccoli stati.
- Il Liechtenstein partecipa inoltre ai Giochi dei piccoli stati d'Europa, che si svolgono con cadenza biennale sotto il patrocinio del CIO. Il Principato ne ha ospitato le edizioni del 1999 e del 2011. ottenendo a oggi 64 medaglie d'oro, 73 medaglie d'argento e 94 medaglie di bronzo.
- Il Liechtenstein è anche l'unica nazione ad avere partecipato a Giochi senza frontiere per un'unica puntata (a Groninga nel 1976).[41]

## Tradizioni
In primavera nella capitale si festeggia la festa dei fiori.

### Cucina
La cucina del Liechtenstein, influenzata da quella dei Paesi vicini, risulta varia.

## Ricorrenze nazionali
| Data      | Nome                              | Significato                                                                                    |
| --------- | --------------------------------- | ---------------------------------------------------------------------------------------------- |
| 2 gennaio | Berchtoldstag                     | celebra la figura di Berthold V di Zähringen                                                   |
| 15 agosto | Festa nazionale del Liechtenstein | celebra l'Assunzione di Maria; compleanno del principe Francesco Giuseppe II del Liechtenstein |